# The Beast Within
The Beast Within är en skräckfilm från 1982 regisserad av Philippe Mora och med manus skrivet av Tom Holland. Den är baserad på en roman med samma namn från 1981 av Edward Levy. Filmen blev en kommersiell flopp, men blev en kultfilm flera år efter. I filmen medverkar bland annat Paul Clemens, R.G Armstrong, Bibi Besch, Ronny Cox, Don Gordon och Katherine Moffat.

## Handling
Michael är en vanlig tonåring som blir förälskad i en tjej som heter Amanda. När Michael blir 17 år, genomgår han en fasansfull metamorfos som förvandlar honom till ett monster.